# Шеин, Михаил Борисович
Михаи́л Бори́сович Ше́ин (конец 1570-х годов — 28 апреля [8 мая] 1634, Москва) — русский полководец, военный и государственный деятель, окольничий (1605), боярин (1606/1607).
Участник Серпуховского похода Бориса Годунова против крымских татар (1598). Воевода Пронский и Мценский (1600—1604). Герой битвы при Добрыничах (1605) против войск Лжедмитрия I, спаситель князя Фёдора Мстиславского. Главный воевода Новгорода-Северского (1605), воевода Ливенский (1606). Активный участник подавления восстания Болотникова (1606—1607), противник Лжедмитрия II, сподвижник Василия Шуйского, первый воевода Смоленска (1607—1611).
Руководитель обороны Смоленска от польско-литовских войск (1609—1611). Удерживался в польском плену (1611—1619), возвратился в Русское государство после обмена пленными в результате Деулинского перемирия. В 1620-е годы — ближайший сподвижник патриарха Филарета, отца царя Михаила Фёдоровича. Главнокомандующий русской армией в Смоленской войне 1632—1634 годов. Казнён по государственному указу в Москве на Красной площади в апреле 1634 года по обвинению в неудачном развитии осады Смоленска.
Сын окольничего Бориса Шеина (? — 1579). Прадед первого русского генералиссимуса Алексея Шеина (1662—1700).

## Биография

### Происхождение
Михаил Шеин происходил из дворянского рода Шеиных, древней московской боярской фамилии, ведшей своё родство от Василия Морозова по прозвищу Шея, который в седьмом колене происходил от Михаила Прашинича (Прушанина), приехавшего в Великий Новгород из Пруссии в XIII веке:180.
Михаил был одним из двух сыновей окольничего Бориса Васильевича Шеина, погибшего в 1579 году во время обороны крепости Сокол от польско-литовского войска Стефана Батория. Сам Михаил имел единственного сына Ивана, который был убит в 1634 году вскоре после казни отца.
Правнук Михаила Шеина Алексей Шеин (1662—1700) впоследствии стал первым русским генералиссимусом (1696).

### Дискуссия о дате рождения
Исследователям практически ничего не известно о месте рождения и ранних годах жизни Михаила Шеина. Историк Сергей Александров предполагает, что Михаил Шеин мог родиться в конце 1570-х годов, потому что в 1596—1597 годах его имя упоминается в качестве рынды (оруженосца), а рындами обычно были юноши в возрасте 15—17 лет.
Историк Максим Моисеев предполагает, что Шеин родился около 1574—1575 годов, потому что в 1588 году он и его брат Денис упоминаются в боярском списке с чином жильцов. Жильцами в то время являлись представители служилого сословия, которые имели обязанность проживать в Москве, охранять царя и выполнять его различные поручения. Служба жильцами начиналась для знатной молодёжи с четырнадцатилетнего возраста.
Согласно информации историка и писателя Вадима Каргалова, впервые в документах имя Шеина упоминается применительно к 1598 году в списке 45 стольников, которые подписались под грамотой об избрании Бориса Годунова на царство, при этом сама подпись Шеина в этом списке располагается на 20-м месте, что свидетельствовало о его достаточно скромном положении при дворе. Сам же автор затрудняется назвать точную дату его рождения:181.

### Начало карьеры
В 1598 году молодой Шеин участвовал в походе царя Бориса Годунова на Серпухов против крымских татар хана Газы-Гирея. Во время похода Шеин состоял рындой в свите Годунова. Крупных сражений в результате похода не состоялось, поход окончился мирными переговорами, после которых стало возможным избрание Годунова на царство. Михаил Шеин присутствовал на Земском соборе 1598 года, избравшем Годунова. Защищая честь своего рода и соблюдая традиции времени, Шеин активно участвовал в местничестве, пытаясь занять лучшую должность и укрепить своё положение при дворе. Шеин женился на дочери М. О. Годунова Марии, тем самым породнившись с царём. При дворе Годунова Шеин имел должность чашника.
Отмечая многочисленные случаи местничества Шеина, Моисеев пишет, что в 1598 году тот заместничал с князем Андреем Телятевским, а в 1600 году, получив назначение в Пронск, «„бил челом государю“ на Ивана Басманова». Местнический суд затянулся, но в результате Шеин был избавлен от выполнения службы, которая могла нанести ущерб положению его семьи. Известно также местническое дело по инициативе Шеина с князем Иваном Куракиным «из-за того, что князь Куракин на пиру сидел в большом столе, а он, сын защитника Сокола, смотрел „в кривой стол“». Суда не состоялось, но на следующем пиру Шеин уже «смотрел в большой стол». 21 [31] декабря 1601 года Шеин, заботясь о получении более значительного места, «бил челом» о назначении в Астрахань, но был определён в не менее важную русскую северокавказскую крепость Терки. Однако это назначение также не состоялось. В 1602—1603 годах Шеин участвовал в подавлении выступлений крестьян и холопов, в частности, в сентябре — ноябре 1602 года он вместе с А. И. Безобразовым усмирял беспорядки в Волоколамске. После этих действий он вернулся в Москву, где получил назначение в Новосиль, и пробыл там на службе до 17 [27] октября 1603 года. Только в 1604 году он получил первое реальное самостоятельное назначение, став воеводой Большого полка в Мценске с правом сбора «в сход» под своё начало всех окрестных воевод. Основной выполняемой задачей Шеина стала защита южнорусских границ от набегов крымских татар и ногайцев, однако в этот год татары границы Русского государства не беспокоили:181.

### Лжедмитрий I

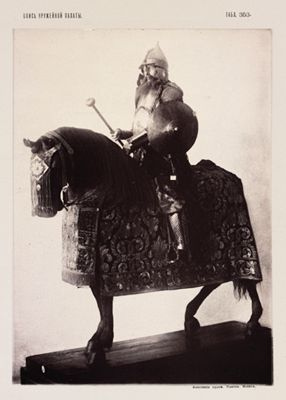
Боевое снаряжение воеводы Русского государства XVII века

В 1604—1605 годах Шеин участвовал в военных действиях против польско-литовских отрядов Лжедмитрия I. В битве под Новгородом-Северским с войском Лжедмитрия I 21 [31] декабря 1604 года Шеин отличился, сумев в ходе битвы спасти возглавлявшего русское войско князя Фёдора Мстиславского. Это событие привело к крутому повороту в жизни Шеина. Он был удостоен чести привезти в Москву известие о победе, а впоследствии был пожалован Борисом Годуновым в окольничие. Будучи едва ли 30-летним, Шеин был назначен на почётную должность главного воеводы Новгорода-Северского, одной из наиболее значимых крепостей на юго-западных рубежах Русского государства. В Новгороде-Северском Шеин заменил в должности воеводы перебежчика на сторону Лжедмитрия I Ивана Голицына:183. На новом месте Шеин, однако, оказался в трудном положении, поскольку соседние города и уезды один за другим переходили на сторону «царя Дмитрия». После смерти Годунова и измены воеводы Басманова под Кромами оказавшийся в полной изоляции Шеин был вынужден «поклониться Гришке». По сведениям летописных источников, за то, что Шеин оставался верным правительству до последней возможности, Лжедмитрий был на него вначале «сердит», но потом стал «ласков и звал к себе на службу». Моисеев пишет, что Лжедмитрий планировал назначить Шеина во главу «совета окольничих» при царской особе. Однако, в конце концов, самозванец решил отослать молодого воеводу на «крымскую украину» в Ливны:184. Быстрое падение Лжедмитрия в мае 1606 года вызвало волнения в южных городах, продолжавших верить в существование царевича Дмитрия, в результате чего Шеин во главе небольшого ливенского гарнизона оказался в непрочном положении:184.

### Восстание Болотникова
Из Ливен Шеин был вынужден спасаться бегством ввиду начинающегося в регионе восстания под предводительством Ивана Болотникова. Он обозначил себя сторонником нового царя Василия Шуйского и принял деятельное участие в 1606—1607 годах в подавлении восстания Болотникова. Под началом Ивана Воротынского он принимал участие в сражении под Ельцом, в котором правительственные войска потерпели чувствительное поражение. Осенью 1606 года Шеин в составе войска под командованием Михаила Скопина-Шуйского в рядах Передового полка противостоял болотниковцам на реке Пахре, а во время осады Москвы командовал полком смоленских дворян. Далее при наступлении войск Шуйского Шеин принимал активное участие в осаде Калуги в конце 1606 года. За ратные заслуги в начале 1607 года Шуйский пожаловал ему чин боярина. После того, как Болотникову удалось вырваться из Калуги, в середине 1607 года Шеин принял участие в осаде Тулы — последнего рубежа обороны болотниковцев. В мае 1607 года во время похода на Тулу Шеин упоминается в числе шести бояр, составлявших непосредственное окружение царя Шуйского:186.

### Воевода в Смоленске

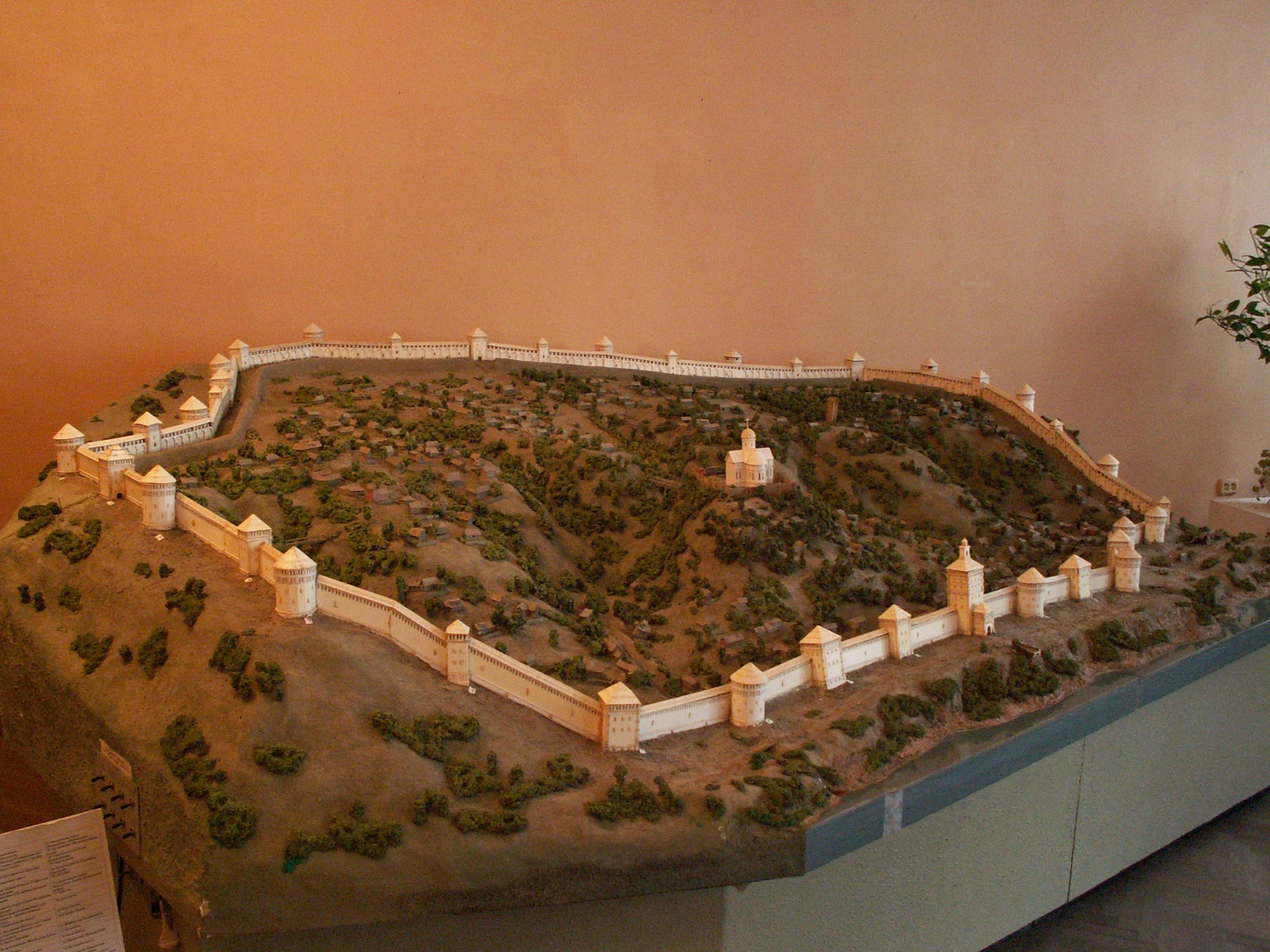
Макет Смоленской крепости в историческом музее Смоленска

В октябре 1607 года из-под Тулы после взятия города и пленения Болотникова Шеин был направлен Шуйским в Смоленск первым воеводой. Стратегическое значение богатого и многолюдного Смоленска, оборонявшего путь на Москву с запада, было чрезвычайно большим, и именно поэтому здесь во время царствования Бориса Годунова под руководством опытного зодчего Фёдора Коня был возведена мощная крепостная стена. Интенсивное строительство, в котором на протяжении шести лет постоянно было задействовано около 15 тысяч человек, было делом общегосударственного масштаба. Планировка завершённого в 1602 году кремля осложняла подкопы и облегчала защитникам задействование артиллерии. Однако, насколько мощным оплотом Русского государства на западном направлении являлся Смоленский кремль, настолько же мощным козырем он мог стать при попадании во враждебные руки:192—194. Ответственность, возложенная на молодого Шеина, была очень высокой. В качестве второго воеводы при Шеине был назначен князь Пётр Горчаков. В разрядной книге 1608 года Шеин и Горчаков уже прямо упоминаются как первый и второй воеводы города:186.

#### Позиционная война вокруг Смоленска в 1608—1609 годах
В первые месяцы пребывания Шеина в Смоленске Россия и Речь Посполитая ещё не находились в состоянии полномасштабной войны, однако на границе то и дело происходили стычки между смолянами и «литовскими людьми». Организатором постоянных набегов являлся велижский староста Александр Гонсевский, пытавшийся с помощью постоянной угрозы разорений склонить смоленское дворянство и крестьян на королевское «покровительство». Поскольку литовские старосты списывали эти набеги на «своеволие панов», Шеину приходилось прибегать к аналогичным хитростям и, чтобы не нарушать важное для России перемирие, посылать против литовских вторжений в Щучейскую и Порецкую волости добровольные отряды «охочих людей», которые со временем действовали всё более успешно:186.
В июне 1608 года стало известно о приближении к Смоленску 7-тысячного отряда Яна Петра Сапеги. Одновременно опасность угрожала и со стороны тушинцев, которые осадили Василия Шуйского в Москве. При Шеине смоляне оставались верными царю и не поддавались агитации Лжедмитрия II. Посланная им делегация для привлечения смолян на свою сторону была Шеиным арестована и заключена под стражу. Царь просил у Шеина военной помощи, и тот оказал её по мере возможностей, хотя смоляне в свете литовской угрозы очень неохотно покидали свои земли. Шеину в октябре 1608 года удалось выбить тушинцев из Дорогобужа (по информации Каргалова, 11 [21] ноября 1608:188). Зимой 1609 года Шеиным был вскрыт заговор Ивана Зубова, агитировавшего за переход к Лжедмитрию II. В мае 1609 года:161 Шеин выслал наиболее боеспособную часть своего гарнизона из 2 тысяч ратных людей:194 (три стрелецких приказа численностью 1200 человек и 500—600 детей боярских:161) в подкрепление идущему на Москву войску Михаила Скопина-Шуйского:186.

#### Организация разведывательной сети
В то же время Шеин был организатором разветвлённой сети разведывательной агентуры в восточных землях Речи Посполитой. Каргалов называет Шеина в этот период основным организатором стратегической разведки на западном направлении обороны Русского государства:190. Моисеев пишет, что сохранилось несколько документов, которые свидетельствуют о рассылке Шеиным лазутчиков, сообщавших о продвижении отрядов польско-литовской шляхты. С лета 1608 года он начал получать регулярные донесения из приграничных земель Литвы, в частности, как пишет Александров, лазутчики Романенков и Хохряков начали посылать в Смоленск постоянные донесения из-за рубежа. Из них Шеин своевременно узнал о планах поляков идти войной на Русское государство и подготовил город к обороне. Добытые Шеиным сведения о польских планах посадить на московский трон не Лжедмитрия II, а королевича Владислава, а также о связанных с этим протестных настроениях среди тушинцев, позволили Скопину-Шуйскому правильно оценить ситуацию и окончательно разгромить самозванца:190.
Историк Борис Фролов пишет, что летом 1609 года Шеин получил от агентурной разведки сведения о том, что «короля чают под Смоленск к Спасову дни» (то есть к 9 августа), которые предостерегали о возможности скорого прихода к стенам Смоленска войска польского короля Сигизмунда III. Фактически эти данные не оправдались, так как армия короля пришла более чем на месяц позже, однако это известие ускорило подготовку Шеиным крепости к встрече осаждающих:74.

#### Подготовка города к обороне
Для усиления обороноспособности Смоленска Шеин в апреле 1608 года выдал две «памяти» посадским старостам. Городскому голове Казимирову было приказано «..ездить в Смоленску и на посад, и в слободах, и от Городни до Щекиной в старом деревянном городе, от Крылашевских ворот по Пятницкие вороты, и от Днепровских ворот до Духовские вороты, по все дни поутру, и вполден, и вечером, и беречи того накрепко, чтоб единолично на посаде и в слободах воровства и грабежей, и всякого дурна, и корчем, и зерни, и блядни ни укаго не было… изб и мылен летом не топили… и в ночи б никто с огнём не сидел». Такая же «память» была дана посадским старостам Даниилу Жилину и Купру Щихину. Кроме того, им было приказано проследить «…чтоб на всех дворах ставили бочки с водой, и у мастеровых людей кузницы запечатати… и в городе, и на посадах переписать дворы посадские, чтоб от того дня и в городе, и на посадах было бережение и воровства никакого не было».
Каргалов пишет, что за считанные недели Шеину удалось подготовить Смоленск к обороне, собрав 5400 посадских и даточных людей, дворян и детей боярских, а также стрельцов и пушкарей:196 По свидетельству Моисеева, за последнюю декаду августа 1609 года фактически была создана обороноспособная армия численностью около 5500 человек. Аналогичную информацию приводит и Александров, отмечая, что в середине августа Шеин издаёт указ о наборе даточных из дворянских поместий, 21 [31] августа — новый указ о наборе даточных из архиепископских и монастырских вотчин, а в конце августа были составлены: роспись смоленского гарнизона по башням, роспись посадских людей, роспись артиллерии.
Заднепровский посад был по решению совета воевод и посадских людей сожжён, чтобы осаждающие поляки не нашли в нём укрытия. Всего было сожжено до 6000 дворов. Утратившие кров жители посада укрылись в городе, где закономерно встал острый жилищный вопрос. Цены за наём жилья в ходе осады подскочили до небывалой высоты, новоприбывшие семьи терпели лишения. Чтобы улучшить настроения в городе, Шеин распорядился на время осады отменить все наймы и обязал владельцев жилищ принять у себя посадский и окрестный люд:188.
Шеин разделил гарнизон на осадную и вылазную группы в пропорции 2 тысячи на 3,5 тысячи человек. Осадная группа состояла из 38 отрядов (по числу башен), каждый из которых насчитывал около 50 ратников и отвечал за оборону своей башни и прилегающего к ней участка стены. Во время отсутствия вылазок вылазная группа составляла общий резерв крепости, использовавшийся на горячих участках обороны столь обширной крепости:161. Благодаря жесточайшей дисциплине удалось максимально мобилизовать все силы для обороны города. Служба у городских стен и башен была тщательно расписана и под угрозой смертной кары за несоблюдение росписи строго контролировалась:189.

#### Руководство обороной Смоленска

##### 1609 год
13 [23] сентября 1609 года Шеин перевёл Смоленск на осадное положение. 16 [26] сентября к городу подступили литовские войска под командованием Льва Сапеги, 21 сентября [1 октября] подошла основная армия Сигизмунда III. Изначально эти силы насчитывали 12,5 тысяч человек. Однако пехоты и артиллерии, столь важных при осаде, у Сигизмунда III было относительно немного (около 5 тысяч:73). Каргалов называет это свидетельством того, что Сигизмунд III изначально не планировал штурм города, а рассчитывал на его быструю сдачу и дальнейшее продвижение всей армии вглубь России, однако эти авантюрные расчёты не оправдались:196.

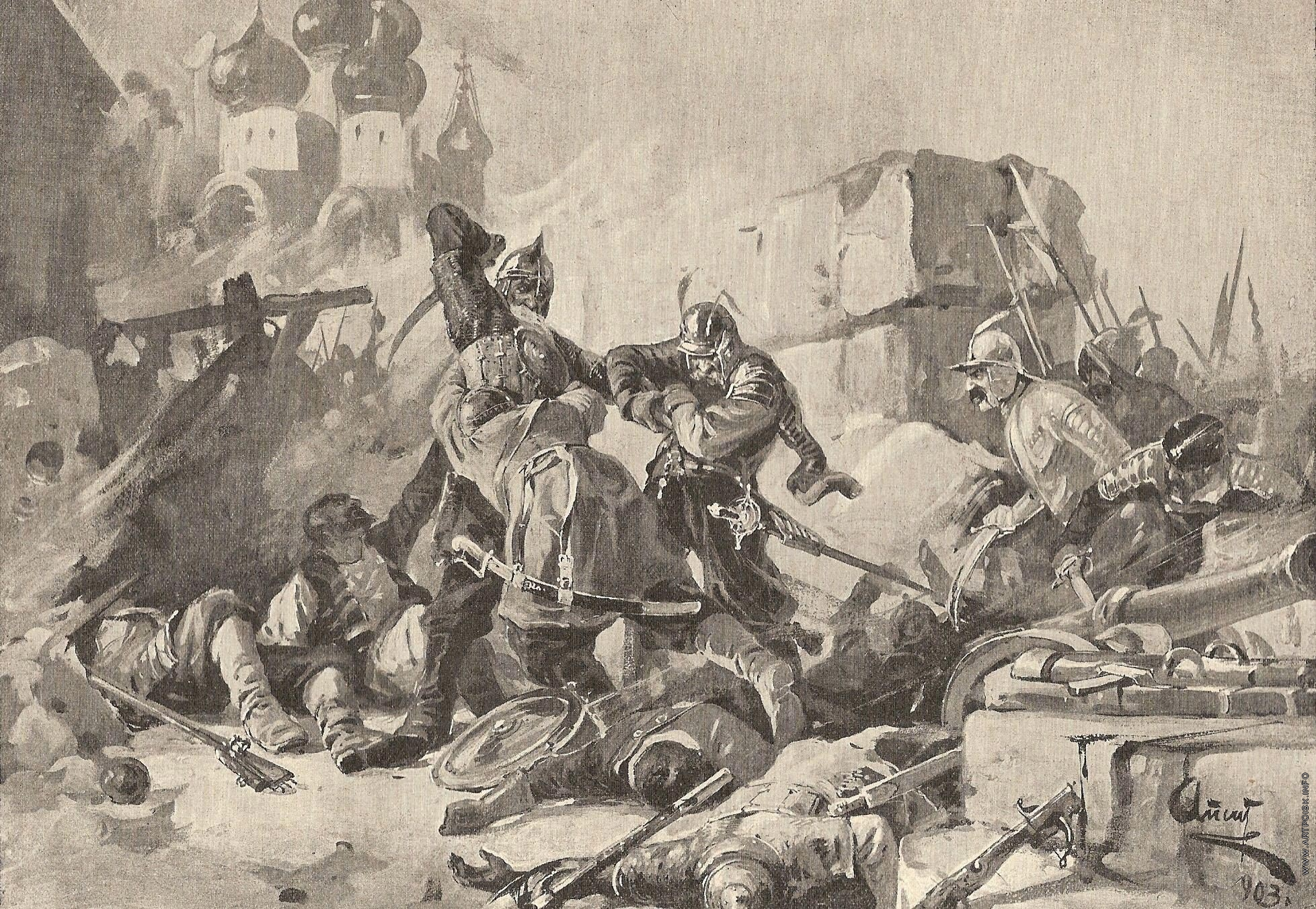
Воевода Шеин при защите Смоленска

Непосредственный командующий польской армии гетман Станислав Жолкевский после разведки укреплений и обсуждения на военном совете способов овладения крепостью сообщил Сигизмунду, что армия не располагает необходимыми для штурма силами и средствами, и предложил ограничиться блокадой Смоленска, а главными силам идти на Москву. Сигизмунд отклонил это предложение, приказав начать штурм. Жолкевский после некоторой подготовки отдал приказ о начале штурма Смоленска 25 сентября, который продолжался по 27 сентября. Согласно первоначальному плану было решено разрушить петардами Копытинские и Авраамиевские ворота и через них ворваться в крепость:74. Планы короля по подрыву этих, а затем и других ворот оказались невыполнимы благодаря заранее предпринятым мерам Шеина. Он распорядился поставить у каждых ворот деревянные срубы, наполненные землёй и камнями. Тогда была предпринята попытка ночного закладывания мин под ворота. В результате этой попытки полякам удалось взорвать только одни, Аврамиевские ворота, и был подготовлен штурм восточной стены. Но из-за несвоевременности подачи сигнала о начале ночного штурма замысел противника был разгадан защитниками крепости, позиции противника освещены факелами и по приготовившимся к штурму войскам со стен крепости был открыт огонь. Плотно построенная польская пехота и конница понесли тяжёлые потери и в беспорядке отступили. Поляки перенесли основное направление удара на северные и западные стены. Наиболее ожесточённые бои вдоль северных стен развернулись у Днепровских и Пятницких ворот, а вдоль западной стены — у Копытинских ворот:75.

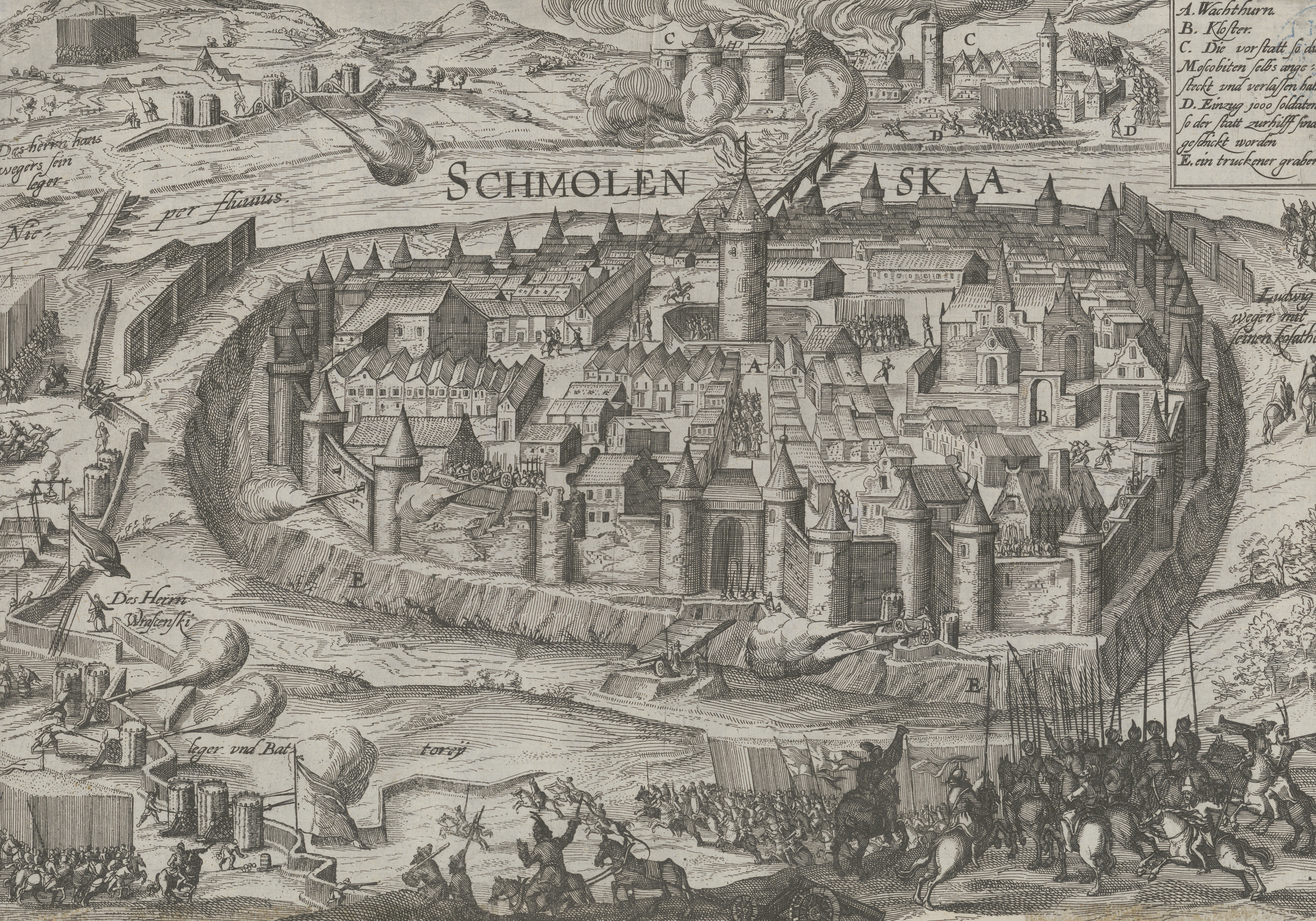
Осада Смоленска. Немецкая гравюра 1609—1611 годов

После неудачного первого штурма Смоленска в конце сентября к армии Сигизмунда присоединилось ещё около 10 тысяч запорожцев и реестровых казаков:73. Таким образом, общая численность армии короля Сигизмунда III в это время превышала 22 тысячи человек против 5,4 тысячи защитников крепости. Такое соотношение сил по канонам тогдашнего военного искусства, пишет Каргалов, гарантировало взятие крепости:196. Сигизмунд перешёл к тактике осады крепости с помощью инженерных хитростей. Но и «подземная война», которая тем временем велась между польскими сапёрами и смолянами, в первые месяцы протекала для русской стороны весьма успешно. Все польские минные галереи своевременно раскрывались и подрывались с немалыми потерями для противника. Защитники крепости в этом процессе совершенствовали свои навыки обороны и возводили новые эффективные укрепления. В частности, за ненадобностью были засыпаны все основные ворота крепости, а у всех уязвимых мест выставлены сильные караулы:75.
Польские бомбардировки города в первые месяцы осады осуществлялись с трёх основных сторон: со Спасской горы, из-за Днепра и от реки Чуриловки. Но крепость тоже имела хорошую оснащённость орудиями и отвечала встречным огнём. Каргалов пишет, что огневое превосходство было на стороне защитников крепости, а дальнобойные пищали смолян с Богословской башни даже доставали до королевского лагеря. В ноябре 1609 года Шеин мобилизовал на оборону города всё население «по всем торшком и по крестцом и по всем слободкам и по улицам … по росписи быти на городе … со всяким боем, и те б люди стояли все сполна и по своим местом с своим боем безотступно с великим бережением по смотру, а ково по росписи на городе не будет и тому быти казнену смертью»:198.
Со второй половины октября 1609 года, когда поляки перешли к пассивной осаде, Шеин организовывал ряд вылазок из крепости, основной задачей которых являлись взятие языков и расстройство позиций противника, пополнение запасов воды в крепости, а, с наступлением холодов, добыча дров:76. Александров и Фролов пишут, что в одной из таких вылазок при пересечении Днепра на лодке шестью смольнянами:76 было добыто польское знамя.

##### 1610 год
Историками отмечается успешная деятельность воеводы Шеина по организации подземной войны, которая активно началась под Смоленском с 1610 года. 3 января Шеин приказал Ивану Битяговскому и Тимофею Кушалеву «ведати и надзирати слухи… и сторожи для бережения и тех слухех по переменам, которые сторожи в тех слухех наперед сего бывали». Через слухи и подкопы смоленское командование получало своевременную информацию о действиях польских войск. Узнав, что польский подкоп уже готов, смоляне 16 января установили в нём пищаль и открыли огонь по врагу. Через три дня смоляне заложили в подкоп порох и взорвали его. Согласно мнению крупного советского военного историка Евгения Разина, эта подземная атака войск Шеина была первым в истории военного искусства подземным боем:75 и зарождением основ химической войны:165.

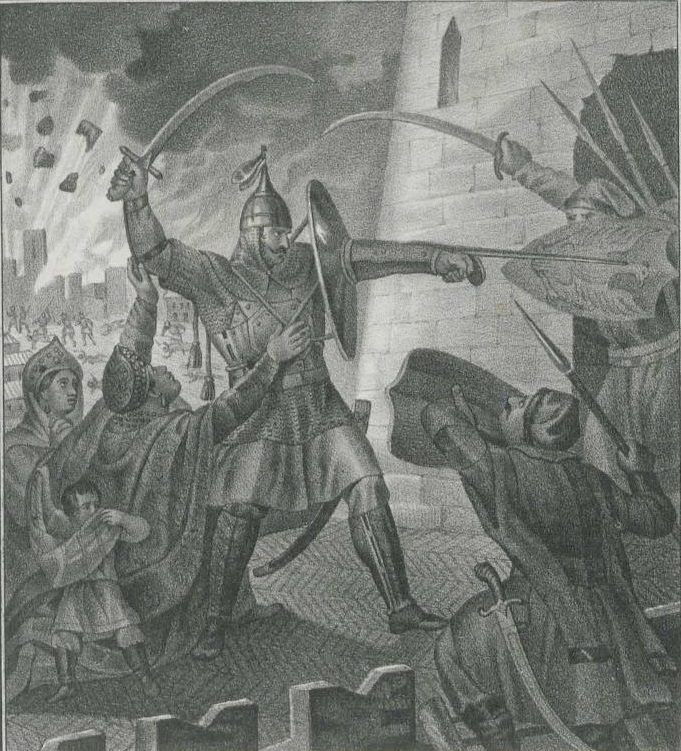
«Оборона Смоленска от поляков» (художник Б. А. Чориков)

В феврале 1610 года были взорваны ещё два польских подкопа, причём при взрыве одного из них работавшего в нём с польской стороны французского инженера выбросило выше стен. Фролов пишет, что действия защитников крепости под землёй доказали полную неэффективность подземной войны против них:76.
Положение смолян временно улучшилось после того, как Скопин-Шуйский разблокировал Москву и начал готовиться к походу на Смоленск, а посланные им люди организовали в тылу у поляков немалые партизанские отряды. Однако зима 1609—1610 годов была холодной и сильно ослабила город. В среде бедноты через полгода после начала осады начался голод, а некачественная вода из городских ручьёв вызвала болезни. Шеин издал указ об отмене всякой платы за наём квартир в Смоленске до конца осады. В зимние месяцы в Смоленске ежедневно хоронили 30—40 человек, а в период голодной весны 1610 года — уже по 100—150 человек:200. В мае 1610 года пришла весть о неожиданной смерти Скопина-Шуйского, а вскоре и о поражении в битве под Клушином царского войска, шедшего к Смоленску для снятия осады:201. Вдобавок под Смоленск из Риги в конце мая 1610 года были доставлены крупнокалиберные осадные орудия. Несмотря на все эти плохие новости, гарнизон под командованием Шеина продолжал упорно сопротивляться, укрепляя стены, мешая осадным работам и оттягивая новый штурм. 18 [28] июля у Грановитой башни огромными ядрами была пробита брешь. За этим событием последовало три штурма (последний состоялся 11 [21] августа), однако каждый раз они были отбиты с большим уроном для нападавших:201—202.
Тем временем в Москве был низвергнут царь Василий Шуйский, а власть захватила Семибоярщина, которая вскоре прислала Шеину приказ сдать город королю. Однако Шеин, поддержанный горожанами, по собственной инициативе отказался выполнять это распоряжение. Разгневанный Сигизмунд III поставил смолянам трёхдневный ультиматум под страхом смерти сдать город, но смоляне ответили по истечении срока подрывом батареи пушек, недавно доставленных из Риги, под которую был совершён подкоп. Это заставило короля затребовать новых пушек из Слуцка и обеспечило смолянам ещё два месяца передышки:203.
Конец ноября 1610 года был одним из самых сложных периодов в обороне Смоленска для Шеина, поскольку часть дворянства города во главе с вяземскими дворянами под влиянием информации о низвержении Шуйского и восхождении на престол королевича Владислава выступила против Шеина и потребовала завершения обороны. Шеин предпринял ряд мер, в частности, выдал вяземским дворянам жалование хлебом и пообещал начать переговоры с поляками к Рождеству. Но к началу 1611 года кризис в отношениях был преодолён.

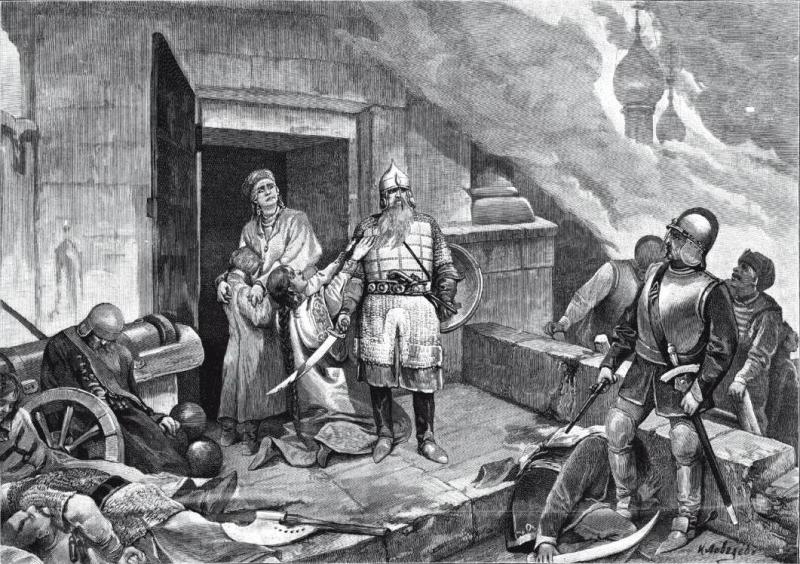
Последние минуты сдачи Смоленска полякам в 1611 г. Семья воеводы Шеина умоляет его положить оружие и сдаться в плен. Клавдий Лебедев, XIX в.

21 ноября [1] декабря поляками был произведён новый подрыв стены, в результате которого была разрушена башня и образовалась новая брешь. Вновь последовали три кровопролитных штурма, и вновь они окончились неудачей. В этот раз полякам удалось ворваться в пределы города. Но Шеиным предусмотрительно был возведён защитный вал за слабым отрезком стены, а также организован плотный перекрёстный огонь из соседних башен. Поляки снова были вынуждены отступить с большими потерями, а смоляне сохранили крепость на вторую осадную зиму, которая далась им очень дорого:204.

##### 1611 год
К весне 1611 года количество защитников крепости стало критически малым. Александров пишет, что боеспособная армия Смоленска к 1611 году сократилась в 10 раз (составив около 500 человек). В феврале 1611 года прошёл ещё один раунд переговоров между смоленскими боярами и польской стороной, к которой подключился также и воевода Шеин. По условиям Смоленска предлагалось открыть ворота и впустить 200 поляков в город, но при условии, что остальная армия Сигизмунда покинет пределы смоленской земли. Переговоры эти завершились ничем, и поляки начали готовиться к новым штурмам.
Весной 1611 года смоляне отбили ещё несколько штурмов. Согласно Каргалову, к лету 1611 года в распоряжении Шеина осталось не более 200 боеспособных ратников, которых уже было недостаточно для обороны всего 6-километрового периметра крепости. Зная об этом, Ян Потоцкий после артиллерийского обстрела предпринял 3 июня 1611 года решающий штурм, ударив по городу со всех сторон, с расчётом, что обороняющиеся не смогут отбить штурм сразу по всей длине стены:200—206.
Гусары и казаки под командованием Яна Потоцкого прорвались через Аврамиевские ворота, а пехота пана Доростайского вступила в город через пролом у Крылошевских ворот, также использовались широкие лестницы для быстрого проникновения на стены. Защитники не смогли более удерживать нападавших и отчаянно отбивались на улицах города. Поляки, литовцы, казаки и наёмники устроили среди населения жестокую резню. Горожане, в том числе женщины и дети, забились в Мономахов собор, под которым находились большие запасы пороха. Когда же интервенты ворвались в собор и начали убивать людей, как свидетельствует источник XVIII «века Повесть о победах Московского государства», один из посадских людей по имени Андрей Беляницын подорвал пороховые запасы, уничтожив собор вместе с многими из захватчиков:206.

### В польском плену

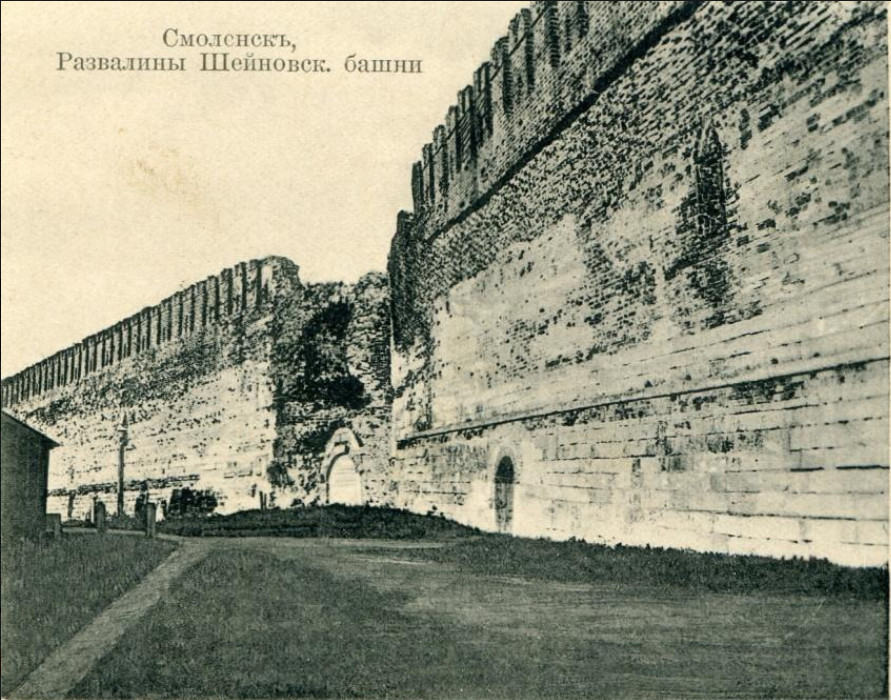
Остатки Коломинской (Шеиновой) башни, на которой 3 июня 1611 года вёл свой последний бой при обороне Смоленска воевода Шеин. Открытка начала XX века

Сам Шеин вместе с 15 ратниками и семьёй заперся в одной из крепостных башен (по мнению историков, это происходило на Коломинской башне) и долго отбивал нападающих. Польский гетман Станислав Жолкевский писал, что Шеин убил около 10 немцев и собирался принять смерть, но в конечном итоге, вняв мольбам членов семьи, вышел из башни. Его сразу же доставили в ставку к Сигизмунду III, где подвергли пыткам и допросу. Король был настолько взбешён двухгодичной осадой, огромными потерями среди шляхты и подорванным личным престижем, что пренебрёг кодексом чести, по которому пленных командующих не пытали. Во время пыток Шеин не выдал ни одного из своих верных соратников и в полумёртвом состоянии был в кандалах увезён в Польшу. Сын Шеина достался королю, а жена и дочь — Льву Сапеге:207.
Несмотря на взятие города Смоленска поляками, стратегическое значение его 20-месячной обороны русскими было огромным. Оборона Смоленска почти на два года задержала основные силы польского короля у стен города, что не позволило применять эти войска в центральной России. Общий урон польским войскам составил около 30 тысяч человек. Большие потери и измотанность войска не позволили Сигизмунду двинуться на помощь полякам в Москве (которые были разбиты в битве на Девичьем поле 4 ноября 1612 года), и он ушёл обратно в Польшу:168:78.
В плену Шеин провёл восемь лет. Каргалов пишет, что Сигизмунд III мстил ему за упорство в том числе позором, возя вместе с другими смолянами в открытой карете по улицам Варшавы, а также заставив присутствовать на приёме в королевском дворце, где привезённого из Москвы Василия Шуйского в знак полной покорности заставляли припадать к стопам польского монарха:207. В 1614 году приехавшему от Михаила Романова послу Желябужскому удалось повидать Шеина в Слониме и передать ему царскую грамоту, в которой молодой царь выражал своё восхищение Шеиным и намерение его как можно скорее освободить:208. После провала Московского похода Владислава IV и заключения Деулинского перемирия было достигнуто соглашение об обмене пленными, которое началось в феврале 1619 года.
Вместе с Шеиным у поляков содержался в плену и патриарх Филарет, отец русского царя Михаила Фёдоровича, разделивший с Шеиным судьбу пленника и ставший впоследствии его деятельным покровителем и большим другом. Каргалов пишет, что Шеина и Филарета поляки придерживали у себя, отодвигая дату их передачи, чтобы иметь влияние на русское правительство. Передача Шеина и Филарета русскому правительству произошла 1 июня 1619 года на реке Поляновке. Шеин в Русском государстве был встречен Михаилом Фёдоровичем с почестями, награждён царским «жалованием» и «здравием» (что, как пишет Каргалов, по тем временам было высокой наградой), а также шубой и кубком:210—211.

### Деятельность в Москве

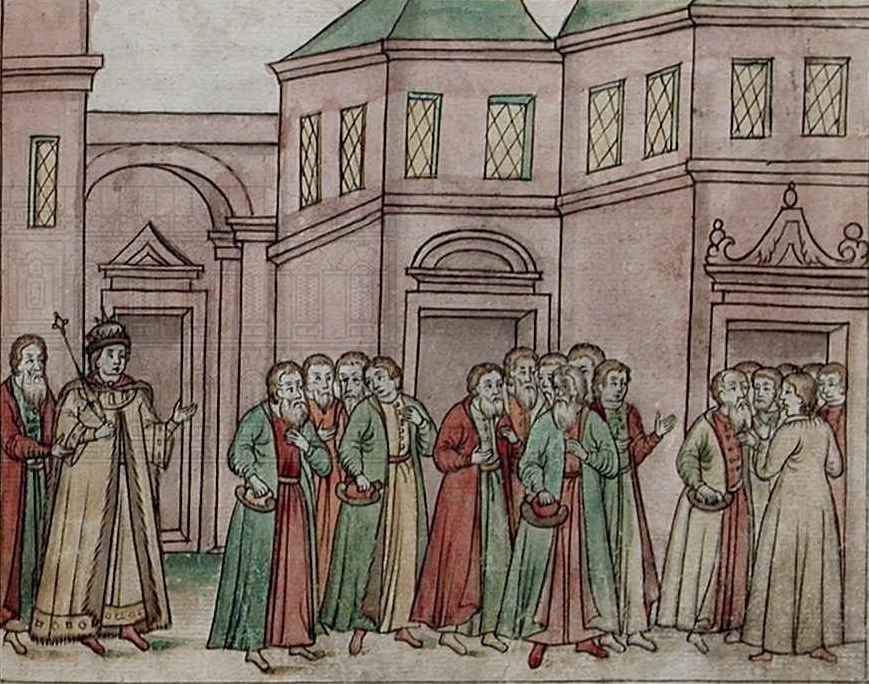
Описание «в лицах» свадьбы царя Михаила Федоровича с Евдокией Лукьяновной Стрешневой: «Государь пришел из своих хором в Залотую среднюю полату… А за ними шли бояря князь Иван Никитич Одоевской, князь Андрей Васильевич Хилков, околничей Артемей Михайлович Измайлов, думной дьяк Иван Граматин. А за ними шли пред государем друшки з государеву сторону боярин князь Дмитрей Михайлович Пожарской, а з государину сторону друшки боярин Михайло Борисович Шеин да князь Роман княж Петров сын Пожарской»

Шеин в Москве пользовался большим уважением. Он обедал у царя и у Филарета по торжественным дням чаще других придворных, присутствовал при приёме царём иностранных послов. В 1620—1621 и 1625—1628 годах он возглавлял один из сыскных приказов. В 1625 году ему был пожалован почётный титул наместника Тверского. Несколько раз, в отсутствие царя, он «ведал» Москвой, что было знаком высокого доверия:211.
Шеин стремился на военную службу. В 1628 году он был назначен главой Пушкарского приказа, задачей которого было восстановление боеспособности армии после Смутного времени. Главной целью русской внешней политики в то время было возвращение Смоленска. Именно при Шеине началось формирование полков «Иноземного строя», а также элементов постоянной армии. Численность армии, несмотря на экономические трудности, была доведена до 100 тысяч человек. И если мушкеты ещё приходилось покупать за границей, то артиллерией при Шеине Россия смогла обеспечить себя самостоятельно. Шеин руководил приказом до 1632 года.

### Смоленская война
В 1632 году заканчивался срок действия Деулинского перемирия, и Россия подготовилась к новой войне. В апреле 1632 года Шеин и Дмитрий Пожарский были назначены воеводами большого полка, то есть главнокомандующими русской армией. Однако выступление войск на Смоленск затянулось из-за усиленных нападений крымских татар на «южные украины». Были потеряны ценные летние месяцы, а Пожарский заболел «чёрным недугом» и был заменён окольничим Артемием Измайловым. Фактическим главнокомандующим стал Шеин, у которого в подчинении находились полки «Иноземного строя». Конкретный приказ выступить в сторону Смоленска стоящие в Можайске Шеин и Измайлов получили из Москвы лишь 10 сентября.
Историк Дмитрий Меньшиков в действиях армии Шеина выделяет несколько этапов: период сбора войск и наступления на Смоленск (август — декабрь 1632 года), период осады Смоленска (декабрь 1632 года — август 1633 года), время активных боёв с армией Владислава IV (август — октябрь 1633 года) и период блокады войск Шеина (октябрь 1633 года — февраль 1634 года), закончившийся капитуляцией русской армии.
Осенние дожди и распутица затрудняли продвижение войск с тяжёлыми «нарядами» и обширным обозом. Самое тяжёлое орудие пришлось до весны оставить в Вязьме. Дорогобуж, лежавший на пути к Смоленску, был взят лишь 18 октября. Прикрывая фланги, лёгкие отряды конницы направлялись в сопредельные города и действовали весьма успешно, взяв 23 города, от Новгорода-Северского до Невеля. Отдельно следует упомянуть взятие князем Семёном Прозоровским стратегической крепости Белая. Тем не менее, к Смоленску русские войска смогли подступить лишь в январе, а тяжёлых стенобитных орудий необходимо было ожидать ещё около двух месяцев.

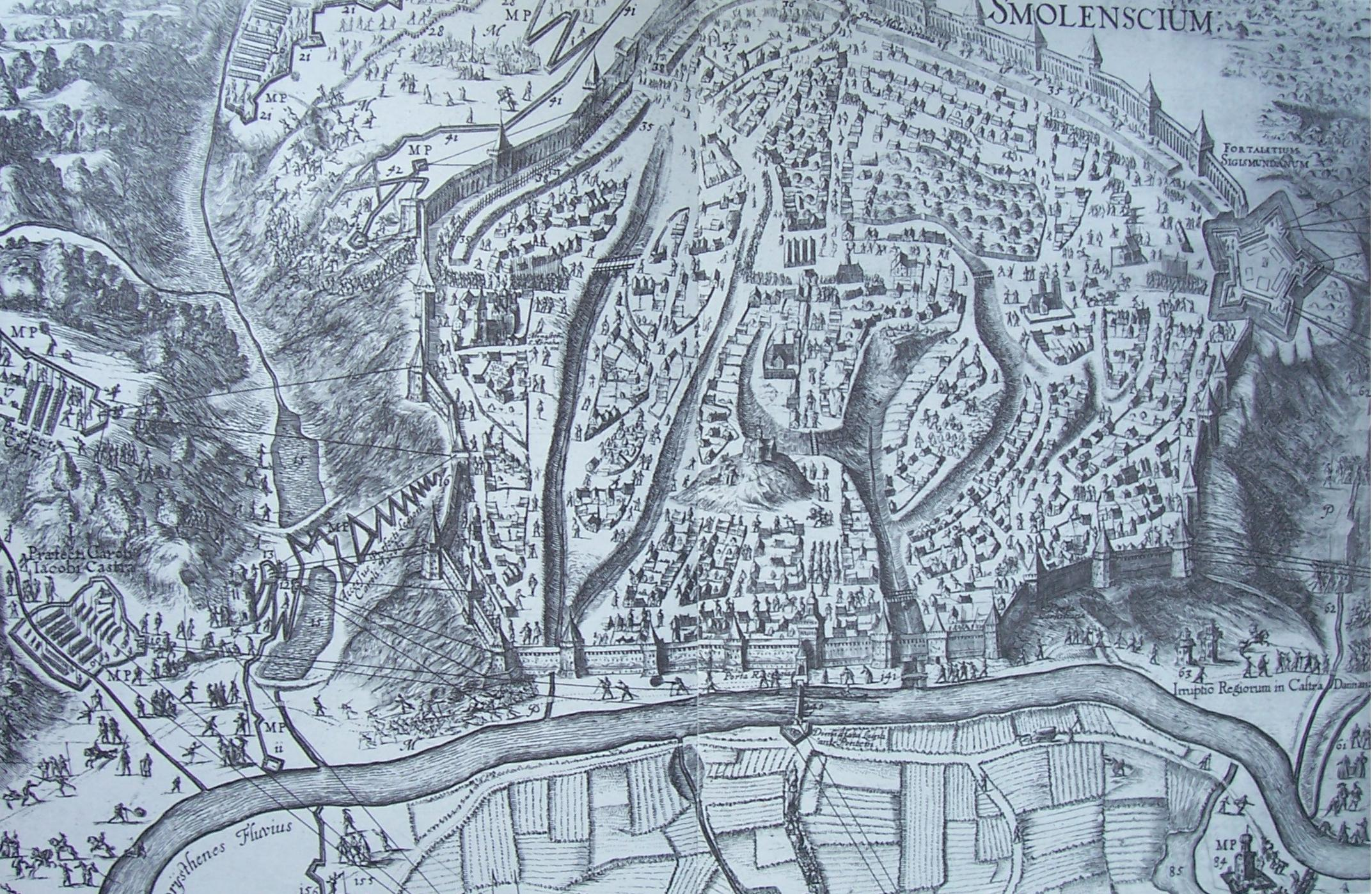
Осада Смоленска 1632—1633. Фрагмент гравюры Вильшельма Гондиуса «План осады Смоленска». Данциг. 1636

Поначалу войско Шеина под Смоленском состояло из 21,5 тысяч человек. Хотя к ним впоследствии присоединились около десяти тысяч солдат и стрельцов, эти подкрепления лишь компенсировали начавшееся таяние войска Шеина. Оно было вызвано крупномасштабным походом крымского хана на южные рубежи Русского государства, в связи с чем множество дворян и детей боярских из южных уездов стали самовольно уезжать из армии, чтобы защитить свои поместья. Гарнизон Смоленска насчитывал около 4,5 тысяч человек. Шеин осадил город по всем правилам военного искусства, а русская артиллерия, установленная в укреплённых острогах, наносила крепости ощутимый урон. Однако для того, чтобы взорвать стену перед решительным штурмом, не хватило пороха, и Шеину пришлось ждать медлительного подвоза боеприпасов. За это время поляки успели заделать повреждения в стенах и башнях, а также насыпать за стенами земляные валы. 26 мая удалось взорвать часть стены, однако штурм бреши оказался неудачным, как и повторный штурм 10 июня. Сказывалась острая нехватка пороха, который поставлялся под Смоленск крайне скудно и медленно. Растянувшись по всему периметру города и охраняя тяжёлые орудия в острогах, русские войска утратили мобильность. Таким образом, когда к Смоленску в августе подступила 30-тысячная армия короля Владислава, войско Шеина оказалось в крайне затруднительном положении и было вынуждено отдать инициативу неприятелю.
Атаки польских войск на русские укрепления были поначалу малоэффективными и сопровождались крупными потерями. Однако со временем польское численное превосходство, подкреплённое вылазками гарнизона, начало сказываться. Долго и героически оборонялся от поляков расположенный на Покровской горе полк Матисона. Когда полк настолько поредел, что защита холма стала бесперспективной, Шеину удалось совершить искусный манёвр и вывести с Покровской горы всех оставшихся там солдат с пушками. Шеин и далее предпринял действия по консолидации своей армии, сняв группировку Прозоровского с западной стороны города. Причиной этого отступления стали в том числе дезертирства западных наёмников в русском стане, которых подкупом переманивал на свою сторону Владислав.

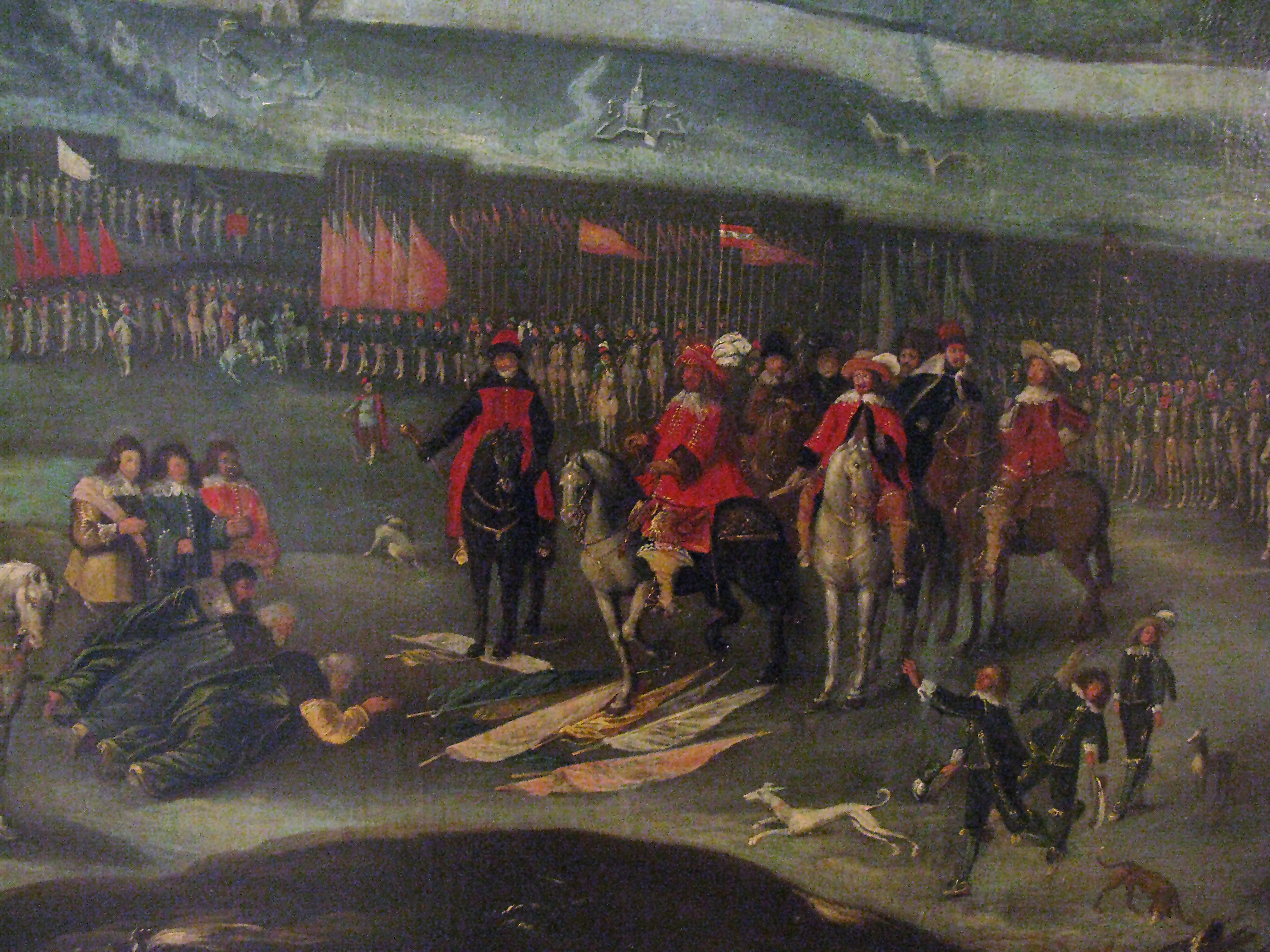
Капитуляция осадной армии Шеина перед королём Владиславом IV (Триумфальная картина ок. 1634, неизвестный польский художник)

Консолидировав войско, Шеин мог бы без помех отступить от Смоленска, поскольку продолжение осады в условиях превосходства сил противника было бесперспективным и грозило поражением. Однако царь потребовал оставаться под городом, пообещав прислать на помощь войско во главе с известными воеводами Дмитрием Черкасским и Дмитрием Пожарским. Шеин прочно укрепился с юго-восточной стороны Смоленска и отбивал атаки польско-литовских войск. Однако его положение резко ухудшилось после того, как 8-тысячный польский отряд под командованием Гонсевского взял Дорогобуж, где находились склады провианта, заблокировав таким образом дорогу из Москвы. Это изолировало армию Шеина в плане снабжения и сообщения, а также отдаляло перспективу подхода дополнительных войск. Когда в Москве осознали бедственность положения Шеина и начали слать гонцов с разрешением отступить, было уже поздно. Гонцы не могли прорваться сквозь плотное кольцо польских «разъездов». Выступление из Можайска воевод Черкасского и Пожарского по причине медлительности московского правительства затягивалось. В конце концов героически оборонявшему свой заблокированный лагерь, но терпящему огромный недостаток в продовольствии и фураже, ничего не осталось как подписать 16 февраля 1634 года перемирие с Владиславом на условиях почётной сдачи.
Условия перемирия, учитывая тяжёлое положение войска Шеина, были сравнительно благоприятными. Военные историографы сходятся в том, что Шеин добился максимума, что можно было ожидать в сложившейся ситуации. Оставшимся при нём 8,5 тысяч ратников вместо польского плена было обеспечено право на свободный уход, также за ними сохранялись знамёна, 12 полевых орудий, «холодное оружие и мушкеты с зарядами». По информации Моисеева, всего с воеводой Шеиным из-под Смоленска ушло 8056 человек. Ещё 2004 человека больных и раненных остались в лагере на излечении и после выздоровления, согласно условиям перемирия, они должны были вернуться в Россию. Перемирие имело лишь локальный характер и, не связывая московскому правительству руки, позволяло другим русским армиям продолжать военные действия. В то же время Шеину пришлось оставить неприятелю осадную артиллерию и лагерное имущество, а его армии на четыре месяца запрещались неприязненные действия против поляков. Чтобы добиться для своих людей свободного ухода, Шеин пошёл на требование Владислава, чтобы он и его полковники при проезде мимо польского лагеря преклонили перед победителями знамёна и поклонились королю.

### Обвинение и казнь
Несмотря на то, что отступление от Смоленска, судя по посылаемым в январе — феврале грамотам, одобрялось московским правительством, по возвращении Шеина в Москву боярская комиссия обвинила его в измене и многочисленных ошибках. Ему ставились в вину «мешкотный переход» к Смоленску, позволивший «литовским людям» укрепить город, и якобы пассивность в течение осады. Однако наиболее тяжким и неожиданным было обвинение в том, что Шеин ещё во время своего восьмилетнего плена якобы целовал крест королю Сигизмунду III и королевичу Владиславу, а также, что он во всём полякам «радел и добра хотел а государю изменял». В вину ставилось также то, что Шеин во время осады не промышлял на благо войска над жителями Смоленского и Дорогобужского уездов, хотя в этом вопросе он придерживался государева «наказа», данного накануне похода:283.
Меньшиков пишет о системном характере просчётов и ошибок Шеина во взаимосвязи с ошибками других полководцев того времени и делает вывод, что они «выстраиваются в последовательную цепь, отражающую как общий уровень и качество командного состава русской армии того времени, так и состояние вооружённых сил в целом».
На ход скоротечного процесса против Шеина неблагоприятно повлияла недавняя смерть многолетнего покровителя воеводы патриарха Филарета. 18 апреля царь и бояре слушали дело о Шеине и его товарищах и приговорили их к смертной казни. 28 апреля казнь была приведена в исполнение на Красной площади. Вместе с Шеиным были казнены Артемий Измайлов с сыном Василием. Имущество Шеина было конфисковано в пользу казны, а члены семьи были сосланы. Несмотря на обвинения, выдвинутые против Шеина, «крепкодушный воевода» оставался очень популярным в народе, а в день его казни в Москве начались беспорядки и поджоги. Многие ратные люди ответили на приговор отъездом со службы:238.
Похоронен в Троице-Сергиевом монастыре.
По мнению русских историков Сергея Соловьёва и Василия Ключевского, Шеин не был предателем и был осуждён в результате боярской интриги. Историк Вадим Каргалов считал, что обвинения и суровый приговор Шеину имели целью смягчить неблагоприятное впечатление от деятельности самого правительства царя Михаила Романова, не сумевшего как следует подготовиться к войне, крайне медленно развёртывавшего военные силы и не способного наладить должное снабжение своего «большого воеводы» под Смоленском. По его словам, трагическая смерть Шеина лишила Россию наиболее авторитетного и опытного на тот момент полководца:239.
В отличие от них, историк Дмитрий Иловайский крайне отрицательно оценивал поведение Шеина под Смоленском. По его словам, Шеин действовал самовольно и вопреки указам из Москвы, совершал роковые тактические ошибки, лично наживался на перепродаже хлеба войску. Называя обвинение Шеина в присяге Сигизмунду «тёмным пунктом», Иловайский тем не менее заявлял, что Шеин вернулся из плена распущенным и надменным. Историк считал Шеина главным виновником неудачи под Смоленском, а его казнь называл заслуженной и свершившейся под давлением общественного мнения. Параллельно Иловайский отвергал тезис о плохом снабжении войска правительством, а также какую-либо существенную значимость крымских набегов для исхода смоленской кампании.

## Память

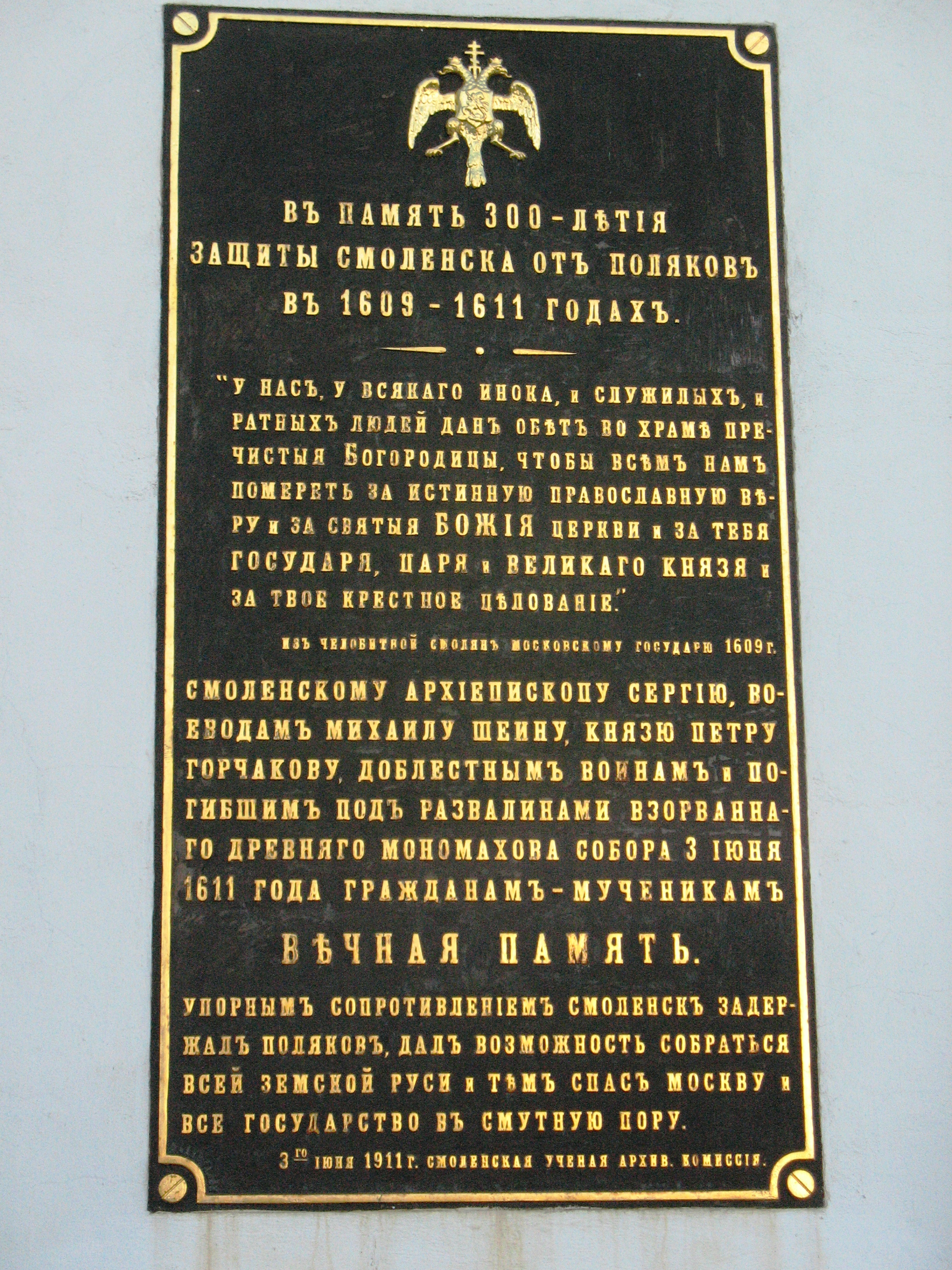
Мемориальная доска в память 300-летия защиты Смоленска от поляков (1911) на стене Успенского кафедрального собора с упоминанием имени воеводы Михаила Шеина

- Земляной вал у бывшей Грановитой башни смоленских укреплений, разрушенной во время осады Смоленска войсками Михаила Шеина в 1632—1633 годах, частично сохранился до наших дней и является одной из достопримечательностей Смоленска, известной под названием «Шеинов бастион».
- Коломинская башня, на которой 3 июня 1611 года вёл свой последний бой при обороне Смоленска воевода Шеин, получила впоследствии название Шеиной башни. Она была повреждена в ходе этого боя, а в XIX веке разобрана, в XX веке были разобраны также окружающие башню стены.
- В окрестностях Смоленска существовала деревня Шейновка (в настоящее время — одноимённая местность на территории Смоленска), названная по имени воеводы.
- В 1911 году на стене Успенского кафедрального собора в Смоленске была открыта мемориальная доска в память 300-летия защиты Смоленска от поляков. Имя воеводы Михаила Шеина наряду с именами смоленского архиепископа Сергия и князя Петра Горчакова упомянуто на доске.
- Литера «Ш», обозначающая Михаила Шеина, присутствовала на предварительном изображении современного герба Смоленска, она упоминается в Решении Смоленского городского Совета от 27.04.2001 № 111 «О гербе города-героя Смоленска». Однако, в последующих официальных документах по гербу она была заменена на второй вензель Александра I[19][20].
- В 2001 году смоленский художник Юрий Мельков написал картину «Смоленский воевода Михаил Борисович Шеин».
- С 2013 года в Смоленске обсуждаются вопросы установки в городе памятника Михаилу Шеину[21].
- В полнометражном мультфильме «Крепость: Щитом и мечом» (2015, реж. Ф. Дмитриев) Михаил Шеин один из главных героев защиты Смоленска.
- В полнометражном фильме «Стена» 2016 года роль Михаила Шеина играет Алексей Серебряков[22].